# Saliunca thoracica
Saliunca thoracica es una especie de mariposa de la familia Zygaenidae.
Fue descrita científicamente por Walker en 1856.